# Afan Lido FC
Afan Lido FC is een Welshe voetbalclub uit Aberavon.
De club startte in de Port Talbot & District League en werd in 1971/72 toegelaten tot de Welsh Football League. Twee seizoenen later promoveerde de club naar de First Division (die op dit moment de tweede klasse is). Na een aantal seizoenen degradeerde de club in 1980. In 1984/85 keerde de club terug maar nu was de First Division de tweede klasse. In 1989/90 promoveerde de club opnieuw na een derde plaats. Twee seizoenen eerder kon de club ook al promoveren maar het stadion voldeed toen niet aan de criteria.
In 1992/93 werd de club medeoprichter van de League of Wales, dat toen een niveau hoger werd getild. Tot dusver mocht enkel de bekerwinnaar van Wales deelnemen aan de Europacups, vanaf nu kon ook de kampioen en de subtop Europees spelen. Na twee seizoenen middenmoot werd de club vicekampioen in 1994/95 en kon zo deelnemen aan de Uefacup. Dit succes werd echter gevolgd door een degradatie.
Na twee seizoenen keerde de club terug, de goede jeugdwerking van de club zorgde voor een 5de plaats in 2001/02 en miste net een Europees ticket. In 2005 degradeerde de club opnieuw.

## Afan Lido in Europa
#Q = #kwalificatieronde, T/U = Thuis/Uit, W = Wedstrijd, PUC = punten UEFA coëfficiënten .
Uitslagen vanuit gezichtspunt Afan Lido FC
| Seizoen | Competitie | Ronde | Land             | Club        | Totaalscore | 1e W    | 2e W    | PUC |
| ------- | ---------- | ----- | ---------------- | ----------- | ----------- | ------- | ------- | --- |
| 1995/96 | UEFA Cup   | Q     | Vlag van Letland | RAF Jelgava | 1-2         | 1-2 (T) | 0-0 (U) | 1.0 |

Totaal aantal punten voor UEFA coëfficiënten: 1.0
Zie ook
- Deelnemers UEFA-toernooien Wales
- Ranglijst van alle clubs die in de diverse Europa Cups zijn uitgekomen

## Records
- Grootste overwinning: 7-1 tegen Porthcawl in 1997
- Zwaarste nederlaag: 0-6 tegen Bridgend Town in 1982